# Ošlje
Ošlje je naselje u Republici Hrvatskoj, u sastavu Općine Dubrovačko primorje, Dubrovačko-neretvanska županija. 

## Stanovništvo
Prema popisu stanovništva iz 2011. godine, naselje je imalo 120 stanovnika i 35 obiteljskih kućanstava 2001. godine.
| broj stanovnika | 368   | 327   | 335   | 350   | 400   | 411   | 372   | 382   | 343   | 337   | 295   | 254   | 171   | 118   | 96    | 120   | 55    |
|                 | 1857. | 1869. | 1880. | 1890. | 1900. | 1910. | 1921. | 1931. | 1948. | 1953. | 1961. | 1971. | 1981. | 1991. | 2001. | 2011. | 2021. |

## Osmerolisna crkva
Na lokalitetu Bijela lokva se nalazi arheološki istražena crkva osmerolisnog tlocrta sagrađena vjerojatno u 1. pol. 10. stoljeća, posvećena možda Sv. Petru. Crkvu je istraživao Tomislav Marasović u 1956. i rezultati je istraživanja publicirao u 1957. Crkva na Bijeloj lokvi je jedinstvena poznata crkva osmerolisnog tlocrta u predromaničkoj Dalmaciji ali se čini da je sličnog tlocrta bila također crkva iz 9. – 10. stoljeća na Bribirskoj glavici u blizini Bribira. Ovaj tlocrt crkve predstavlja izraziti regionalni građevinski tip predromaničke sakralne arhitekture u ranosrednjovjekovnoj Dalmaciji.
Lokalizacija crkve: 42°53´33.70´´ N 17°44´16.40´´ E

## Poznate osobe
- Josip Luetić, hrvatski povjesničar pomorstva, brodarstva Dubrovačke Republike

## Šport
- NK Croatia Ošlje, djelovao od 1983. do 1985. godine.[7]